# Кулачковий вал

Анімація роботи кулачкового валу керування клапанами

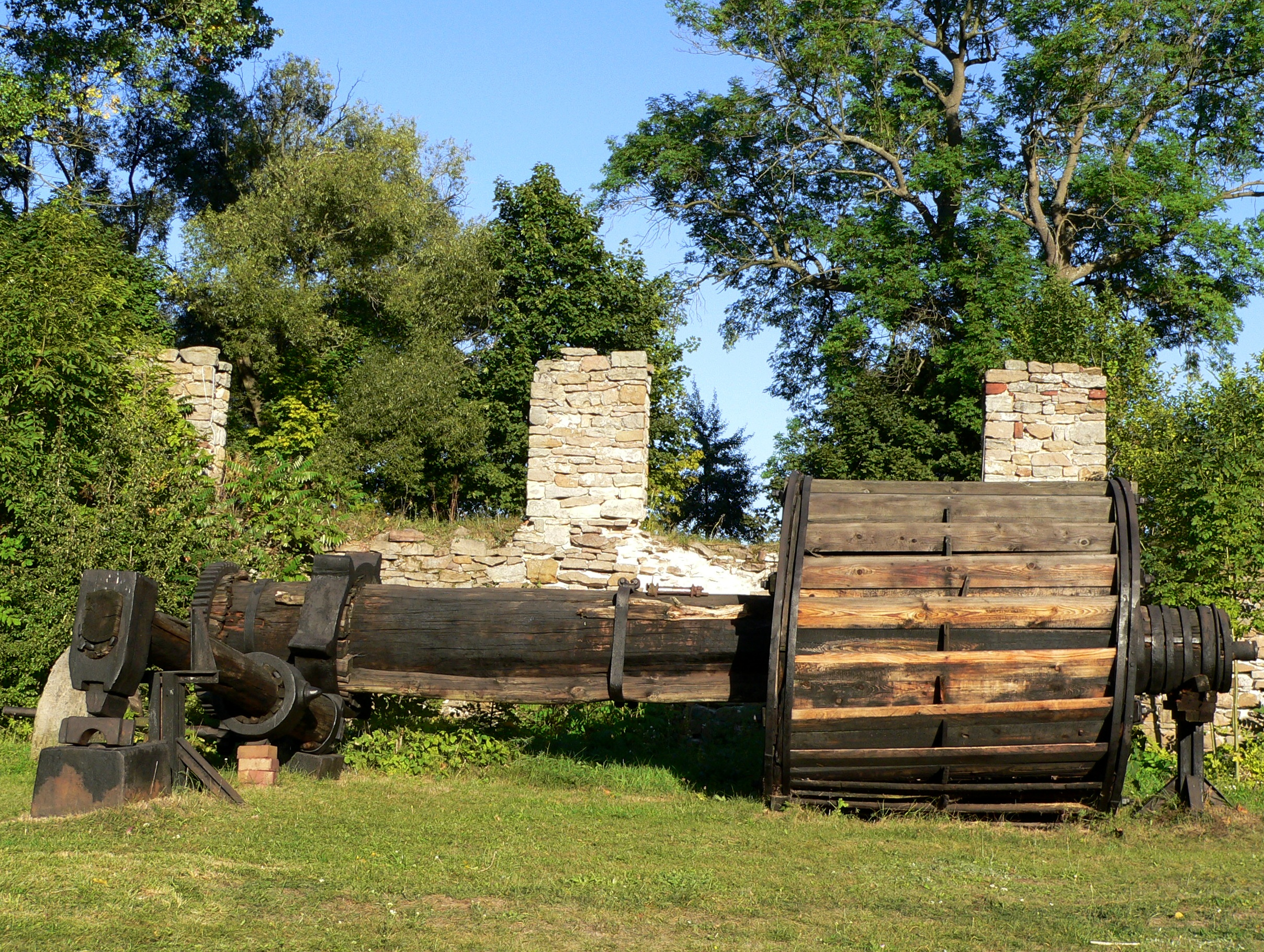
Старовинний кулачковий вал для передачі енергії водяного потоку до молота.
(Промисловий музей у Великій Сельпії у Польщі)

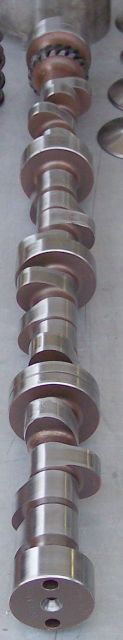
Кулачковий (розподільний) вал двигуна внутрішнього згоряння

Кулачко́вий вал (також розподільний вал) — вал, на якому закріплені кулачки або вони є невід'ємною його частиною і від яких у заданій послідовності і по заданому закону отримують рух окремі механізми машини. Кулачковий вал можна розглядати як вхідну ланку кулачкового механізму.

## Історичні відомості
Перші кулачкові вали з'явились у Стародавній Греції в автоматах, що приводились в рух потоком води з ІІІ ст. до нашої ери. Кулачковий вал пізніше був описаний в Месопотамії Аль-Джазарі у 1206 році. Він використовував його як деталь своїх автоматів, машин з приводом від водяного потоку і водяному годиннику для замкових споруд. Кулачкові вали як складові механізмів і машин з'явилися у середньовічній Європі приблизно з 14 століття,.

## Використання
У сучасній техніці кулачкові вали знайшли найбільше застосування у газорозподільних механізмах поршневих двигунів внутрішнього згоряння для своєчасного відкривання і закривання клапанів, за рахунок чого відбувається процес газообміну у двигуні: подавання свіжого повітря та випускання відпрацьованих газів. У цьому випадку їх називають розподільними валами. Розміщення кулачків на розподільному валі визначається кількістю та порядком роботи циліндрів і залежить від фаз газорозподілу, схеми механізму газорозподілу та його приводу. 
У насосах, зокрема паливних, кулачками кулачкового вала забезпечується робочий хід плунжерів.

## Виготовлення кулачкових валів
Вали виготовляють з вуглецевої і легованої сталей та легованого чавуну. Методи виготовлення заготовок — гаряче штампування та лиття в оболонкові форми. Відштамповані розподільні вали відпалюють або нормалізують з метою зняття залишкових механічних напружень. У процесі механічної обробки сталеві вали піддають термообробці (загартуванню й відпуску) до твердості HRC 52…62 на глибину 2…5 мм, а на вершинах кулачків — до глибини до 10 мм. Останні операції — шліфування і полірування поверхонь кулачків.
У розподільних валів зазвичай обробляють торці й центрові отвори, опорні шийки й фланець, отвори у фланці й шпонковий паз, кулачки. Шорсткість робочих поверхонь кулачків не вище Ra=0,63…0,32. Опорні шийки обробляють за 6-им квалітетом точності із шорсткістю поверхні Ra=0,63…0,32. Овальність і конусність шийок може досягати 0,01 мм; відносне биття опорних шийок не повинно перевищувати 0,015-0,02 мм. Припустима неперпендикулярність опірного торця шийки до твірної не вище 0,02-0,03 мм, шорсткість його поверхні Ra =1,25…0,8.